# Angewandte Bildverarbeitung
Unter Angewandter Bildverarbeitung versteht man spezielle Themen der Bildverarbeitung, beispielsweise Bildkorrektur, 3D-Modellierung, Bildsequenzverarbeitung sowie biologische und medizinische Anwendungen.
Bei optischer Qualitätskontrolle in der industriellen Fertigung kommt es oft vor, dass die Segmentierung neu eingestellt werden muss, weil eine neue Charge von Bauteilen mit anderen Eigenschaften geliefert wird. Wenn die Messstelle vom Tageslicht nicht abgeschirmt ist und es keine lokale Beleuchtung gibt, kann die Funktion der Messmaschine von Tages-/Jahreszeit beeinträchtigt werden. Das beeinträchtigt den Produktionsprozess, weil nach jeder Anpassung die Messfähigkeit der optischen Maschine aufwendig nachgewiesen werden muss. Und weil die Entwickler von optischen Maschinen keinen Einfluss auf die Lieferanten seines Kunden haben, kann dieses Problem nur mit verbesserten Bildverarbeitungsalgorithmen oder neuen Verfahren gelöst werden.
Mit diesen Problemen ist jeder konfrontiert, der im Bereich optische Qualitätskontrolle und 3D-Messung aktiv ist, und eventuell wissen auch viele Entwickler, dass dieses Problem mit adaptiver Bildverarbeitung lösbar ist.

## Adaptive Bildverarbeitung
Für eine Bildverarbeitung, die adaptiv zur Beleuchtung ist, kann ein Bildanalyse-Tool verwendet werden, das optimale Schwellen der Segmentierung liefert. Dieses Tool nutzt bei der Schwellenbestimmung das Histogramm der Farbverteilung im Bild 1.

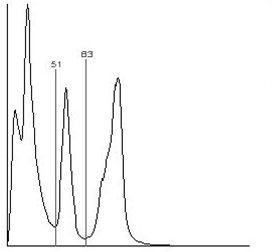
Bild 1: Histogramm mit zwei Schwellen

Im Bild ist ein Histogramm der Grauwertverteilung mit zwei brauchbaren Schwellen für die Bildverarbeitung dargestellt. Bei einer Segmentierung von hellen Merkmalen wird die Zweite und bei dunklen die erste Schwelle verwendet.
Weil die Schwellenbestimmung vom temporären Histogramm abhängig ist und vor jeder Segmentierung (für die aktuelle Situation) neu ermittelt wird, bekommt man eine zur Beleuchtung adaptive Bildverarbeitung.
Den Histogramm-Algorithmen der adaptiven Bildverarbeitung sind aber Grenzen gesetzt, zum Beispiel, wenn es im Histogramm nur ein Maximum gibt, wie im Bild 2,

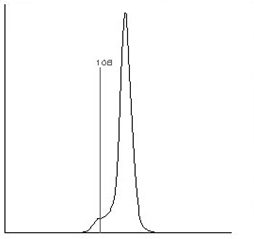
Bild 2: Histogramm mit einer Schwelle

funktioniert die zur Beleuchtung adaptive Bildverarbeitung, solange das gesuchte Merkmal noch ausreichend groß ist. Diese entspricht einer Merkmalfläche von ca. 5 % und mehr des gesamten Bildes. Eine zur Beleuchtung adaptive Bildverarbeitung lässt sich also ganz einfach umsetzen. Aber so einfach ist es nur bei optischen Messungen bei gleichmäßiger Beleuchtung. Wenn dies nicht der Fall ist, müssen andere Methoden angewendet werden.
Für solche Fälle sind originale Bildverarbeitungsalgorithmen entwickelt worden, die keine Schwellen bei der Segmentierung brauchen und praktisch jedes Merkmal im Bild finden.